# エドワード・カスナー

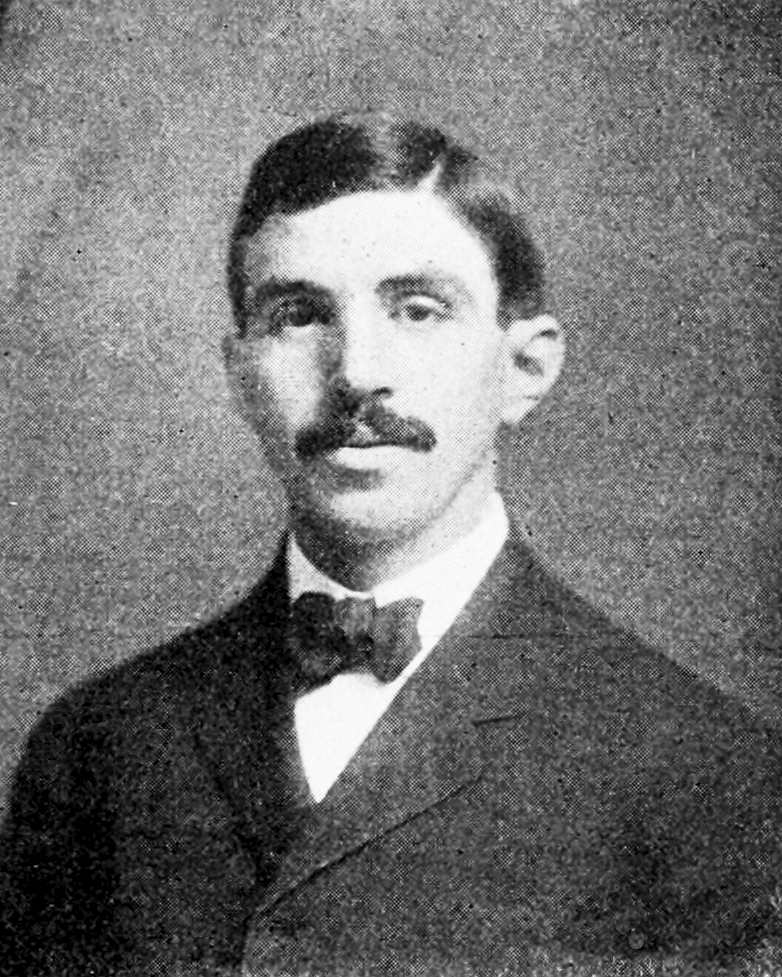
エドワード・カスナー（1907年）

エドワード・カスナー（Edward Kasner, 1878年4月2日 - 1955年1月7日）は、アメリカ合衆国の数学者。ニューヨーク生まれ。

## 生涯
コロンビア大学でカシウス・カイザー教授のもとに学び、1900年に博士号を取得。博士論文は The Invariant Theory of the Inversion Group。
1920年頃にカスナーは、子供たちの関心を刺激するために、1に0が100個続く数の人目を引く名前を求めていた。彼の甥、ミルトン・シロッタ（1911年 - 1981年）とその弟エドウィン・シロッタの2人とニュージャージー州パリセーズの森を散歩中、カスナーは彼らに考えを求めた。9歳のミルトンは「グーゴル」と答えた。カスナーはそれを採用し、1に0がグーゴル個続く数の名前「グーゴルプレックス」も作り出した。
1940年に、カスナーはジェームス・ニューマンとの共著でMathematics and the Imagination（数学と想像力）という数学の全体を概説したなかば通俗的な本を執筆し、初めて「グーゴル」が紹介された。
グーゴルは、検索エンジンGoogleの名前の由来にもなっている。また、グーゴルプレックスはGoogle本社社屋の名称であるGoogleplexの名前の由来である。